# Buongiorno signor Courbet
Buongiorno signor Courbet (Bonjour monsieur Courbet), inizialmente noto come L'incontro (La Rencontre), è un dipinto di Gustave Courbet del 1854. Esso rappresenta l'autore stesso in un incontro con un amico.

## Il dipinto
La scena è ambientata in un paesaggio campestre con prati e colline. Secondo l'interpretazione dell'artista stesso, egli è raffigurato a destra, di spalle, con la barba, che si appoggia al suo bastone da passeggio e porta sulle spalle un cavalletto pieghevole portatile, strumento indispensabile per la pittura en plen air. Di fronte a lui egli incontra l'amico Alfred Bruyas in compagnia del servitore ed accompagnato da un cane. I due amici si incontrano sotto le fronde di un grande albero dall'ampia chioma che non è inquadrato nella scena ma che staglia le sue ombre sul sentiero, identificato con quello di Saint Jean Védas che incrocia la strada del Séte in direzione di Miraval.
Il quadro è per Courbet un modo per esprimere che ormai la vecchia pittura tradizionale non ha più senso di esistere: il quadro non è più solo esclusiva delle classi agiate e non sono più solo re e imperatori ad essere raffigurati nei ritratti, ma sono sostituiti da scene di vita quotidiana e reale.
Il quadro, esposto per la prima volta nel 1855 all'Esposizione delle Belle Arti a Parigi, accolse il successo del critico Edmond About, ma venne anche criticato per la posizione imperante di Courbet nell'opera che sembrava voler porre in secondo piano gli altri soggetti.

## Proprietari
Il quadro venne commissionato da Alfred Bruyas, amico di Courbet e collezionista d'arte residente a Montpellier. I suoi eredi lo donarono poi al Museo Fabre di Montpellier.